# Sieu Heng
Sieu Heng (* 1922; † 1975) war ein kambodschanischer Führer der kommunistischen Partei.
Sieu Heng wuchs in der westlichen Provinz Battambang auf. Seine Eltern waren aus Südvietnam in die Provinz eingewandert. Sie gehörten zur kambodschanischen Minderheit der Khmer Krom. Sieu Heng sprach fließend Vietnamesisch. Nachdem Thailand die Provinz am Anfang des Zweiten Weltkriegs erobert hatte, wurde er Mitglied der von Thailand geförderten Khmer Issarak und stieg zum Kommandanten auf. Nachdem Thailand die Provinz 1946 zurück an Frankreich übergeben hatte, wendeten sich die Khmer Issarak stärker an Vietnam um ihren anti-kolonialistischen Kampf fortzuführen. Im selben Jahr trat er in die von Vietnam dominierte Indochinesische Kommunistische Partei ein. Er hatte das Vertrauen des für Kambodscha zuständigen Kader Nguyen Thanh Son. Ab 1951 bildete er zusammen mit Son Ngoc Minh die Spitze der Partei im Land. Nach der Unabhängigkeit des Landes von Frankreich sah er keine Notwendigkeit eines bewaffneten Kampfes für die kommunistische Sache mehr. Die neue Regierung unter Prinz Norodom Sihanouk pflegte gute Beziehungen zu Nord-Vietnam und den Vietkong. Die Vietnamesen drängten ihre kambodschanischen Genossen, mit der Regierung Sihanouk zusammenzuarbeiten. Sie gerieten in eine schwierige Situation, da die Regierung Sihanouk die Kommunisten im Lande bekämpften. Es bildeten sich zwei Gruppen innerhalb der Partei, eine pro-vietnamesische und eine anti-vietnamesische. Die pro-vietnamesische bestand primär aus Einwohnern der Hauptstadt Phnom Penh und wurde von Tou Samouth geführt. Offiziell war Sieu Heng für die ländlichen Mitglieder zuständig, welche eher antivietnamesisch und gegen die Regierung eingestellt waren. Dazu kam eine Gruppe ehemaliger Pariser Studenten um Pol Pot. Sieu Heng blieb an der Spitze der Partei, arbeitete aber auch mit den Behörden und der Polizei zusammen, besonders mit dem damaligen Polizeichef Lon Nol. Er versorgte den Polizeichef mit Listen von Mitgliedern im ländlichen Raum, was zu Verhaftungen und Ermordungen von Mitgliedern durch die Sicherheitskräfte führte. Bis 1959 verlor die Partei 90 % ihrer Mitglieder im ländlichen Raum. Einige wurden ermordet, andere verschwanden spurlos, viele wurden verhaftet. Nur in Phnom Penh und anderen Städten konnte sich die Partei halten, wurde aber immer mehr von den Anhängern von Pol Pot dominiert. Auf dem Land kollabierte die Partei. 1959 wechselte Sieu Heng offiziell in das Regierungslager. Im September 1960 wurde dann in einem Gebäude im Bahnhof in Phnom Penh die Kommunistische Partei Kampucheas neu organisiert. Tou Samouth wurde Generalsekretär. 1975 wurde er von einem Verwandten seiner Frau Long Bunruot, besser bekannt als Nuon Chea, ermordet.